# 아사쿠라씨
아사쿠라 씨(일본어: 朝倉氏 아사쿠라시[*])는 다지마국을 거점으로 한 호족 씨족이다. 지류들 중 에치젠국을 거점으로 발전하여 센고쿠 다이묘로 할거한 에치젠 아사쿠라 씨가 유명하다.
다지마 국에서는 가이카 천황의 후예 또는 고토쿠 천황의 후예라고 전해지는 구사카베 씨가 헤이안 시대 때부터 큰 무사단을 형성하고 번성했다. 아사쿠라 씨는 이 구사카베 씨의 흐름을 이어받은씨족 중 하나이다.
아사쿠라 씨의 본관은 다지마 국 야부 군 아사쿠라(오늘날의 효고현 야부시 요우카 정)이다. 다지마 아사쿠라 씨에서 분리되어 에치젠으로 옮겨간 계통이 에치젠 아사쿠라 씨이다. 에치젠 아사쿠라 씨는 에치젠 국의 수호 시바 씨를 섬겼고, 가이 씨, 오다씨에 이어 시바 수호대에서 셋째가는 위상을 차지했다. 나중에 아사쿠라 씨 자체가 수호로 임명되자 자립하여 에치젠 국을 지배하는 센고쿠 다이묘가 되었다.